# Томнатек (Алба)
Томнатек (рум. Tomnatec) насеље је у Румунији у округу Алба у општини Бистра. Oпштина се налази на надморској висини од 1004 m.

## Становништво
Према подацима из 2002. године у насељу је живело 17 становника, од којих су сви румунске националности.